# Holorusia lombokensis
Holorusia lombokensis är en tvåvingeart som först beskrevs av Alexander 1942.  Holorusia lombokensis ingår i släktet Holorusia och familjen storharkrankar. Inga underarter finns listade i Catalogue of Life.